# Tobias Schenke
Tobias Schenke (Rüdersdorf bei Berlin, 1981. március 27. –) német színész.

## Élete és pályafutása
Berlin közelében, a brandenburgi Rüdersdorfban született, Kleinmachnowban nőtt fel. Fiatalkorában lázadó gyerek volt, emellett punk is volt. Mivel számára mindig a zene volt az előtérben, kezdetben nem érdekelte a színészet. 12 éves korában egy ügynök fedezte fel az iskola játszóterén, és 1993-ban debütált a filmvásznon.
Családja ismerte Wolf Biermann és Eva-Maria Hagen családját, akik szintén az állambiztonság célpontjai közé tartoztak. Színészi kapcsolatai révén hamar sikerült beilleszkednie a szakmába. Rövid idő után otthagyta a színművészeti iskolát.
Legismertebb szerepei Florian Thomas a Hangyák a gatyában és a Hangyák a gatyában 2. című filmekben, valamint ő játszotta idősebb Jürgen Bartsch szerepét is a The Child I Never Was című filmben.
2002-ben főszerepet játszott Alexander Pfeuffer Breakfast? című rövidfilmjében.
2003-ban Adel El Tavil énekesnővel közösen elkészítette a Niemand hat gesagt című dalt. A kislemez még a német slágerlistákra is felkerült.

## Filmográfia

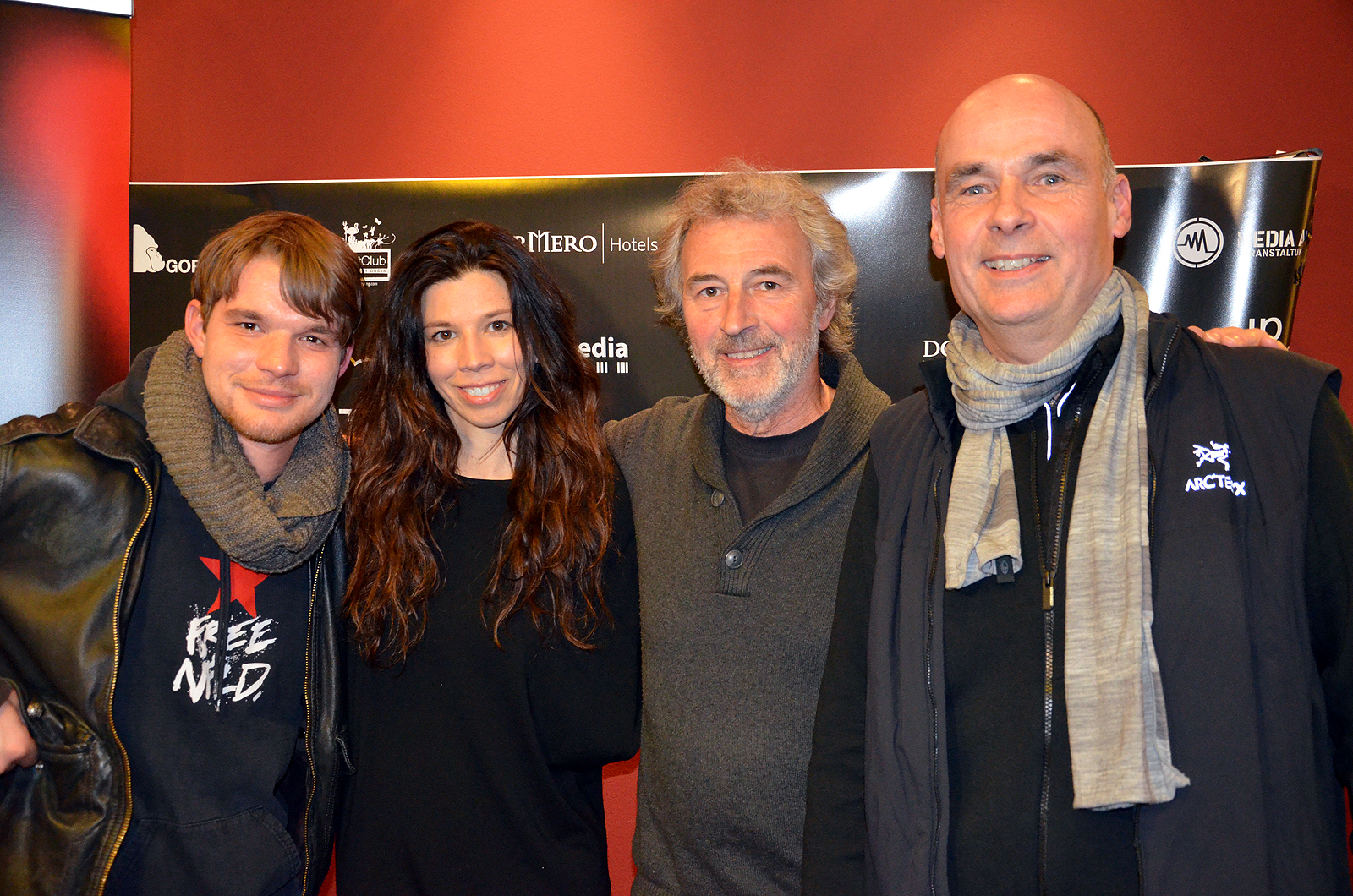
2014, Hanoover

## Kiadványok
- Manfred Hobsch, Ralf Krämer, Klaus Rathje: Filmszene D. Die 250 wichtigsten jungen deutschen Stars aus Kino und TV. Schwarzkopf & Schwarzkopf, Berlin 2004, ISBN 3-89602-511-2, S. 361 f.